# Zapata (náutica)
En náutica, la Zapata (Contraquilla inferior, Falsa Quilla) es el tablón fuerte que compuesto por varias piezas para suplir la longitud necesaria, se asegura con grapas o cívicas a la quilla por su cara inferior para resguardarla. (fr. Fausse quille; ing. False keel; it. Sapata). 
En algunas embarcaciones y para mayor resguardo se suelen poner dos tablones de estos, los cuales reciben los nombres de zapata y contrazapata. La parte de la zapata inmediata a la roda del buque se conoce como taco de roda.